# Casa dels masovers de la Torroella
La Casa dels masovers de la Torroella és una obra de Santa Pau (Garrotxa) inclosa a l'Inventari del Patrimoni Arquitectònic de Catalunya.

## Descripció
El Mas la Torroella comprèn un gran complex arquitectònic: la casa senyorial, la casa dels masovers i un gran nombre de pallisses. La casa dels masovers possiblement és més antiga que la gran casa pairal. Va ésser bastida amb pedra volcànica i carreus ben escairats als angles de la casa i les obertures. De planta rectangular està formada pels baixos i dos pisos. Ha sofert algunes remodelacions posteriors però no s'ha desfigurat la seva fàbrica del segle xviii.

## Història
La primera notícia històrica de la Vall de Cellent la trobem al diploma de Lluís "El Tartamut", rei de França, l'any 880; al Concili de Troies va estendre les terres de Cellent al monestir de Banyoles i al seu abat. Les possessions seran confirmades posteriorment pels papes Benet VIII (1017), Urbà II (1097) i Alexandre (1175). La parròquia de Sant Vicenç de Cellent no va passar a la baronia de Santa Pau fins a l'any 1392. Va adquirir-la el baró Hug al rei Joan II, venda que després, al cap d'un any, confirmaria el rei Martí.